# Tiflis
Tiflis (en georgiano: თბილისი, Tbilisiⓘ) es la capital de Georgia y la mayor ciudad del país. Está a orillas del río Kurá (en georgiano მტკვარი, Mt'k'vari) y tiene 1 345 000 habitantes y una superficie de 726 km².
Fundada en el siglo V por Vajtang I Gorgasali, el monarca de la antigua región de Iberia caucásica, también conocida como Kartli, Tiflis ha sido siempre, con algunas interrupciones, la capital de Georgia. La historia de la ciudad puede apreciarse por su arquitectura: el estilo de la avenida Rustaveli, diseñada por el barón Haussmann, y el del centro, están mezclados con el de las estrechas calles del distrito medieval de Narikala. Tiflis es un notable centro industrial, social y cultural. La ciudad es una importante ruta de tránsito de la energía mundial y el comercio. Localizada estratégicamente entre Europa y Asia y situada antiguamente en la Ruta de la Seda, Tiflis ha sido a menudo un punto clave en las relaciones de imperios rivales.
La demografía de la ciudad es diversa e históricamente ha acogido a gentes de diferentes etnias, religiones y culturas. En Tiflis vivieron los alemanes del Cáucaso hasta la década de 1940. Recientemente, Tiflis ha sido conocida por la pacífica Revolución de las rosas, que tuvo lugar en la plaza de la Libertad y lugares cercanos. A consecuencia de ello, el entonces presidente, Eduard Shevardnadze, fue desplazado del poder.
La ciudad cuenta con un aeropuerto internacional. Sus principales lugares turísticos son la catedral de Sameba, la plaza de la Libertad, la catedral de Sioni, la Iglesia de Meteji, Narikala, el Parlamento de Georgia, la avenida Rustaveli, el Teatro de la Ópera y Ballet, la Basílica de Anchisjati, la montaña de Mtatsminda y la iglesia de Kashveti, cerca de la cual se encuentran el Museo Nacional de Georgia, el Museo Histórico y numerosas galerías de arte. La ciudad fue inmortalizada por los pintores Niko Pirosmani y Ladó Gudiashvili.

## Historia

### Primeros tiempos
Acorde con la leyenda, el actual territorio de Tiflis estaba cubierto de bosques hasta el 458. Una variante de la leyenda de la fundación de Tiflis ampliamente aceptada es que el rey Vajtang I Gorgasali de Georgia fue a cazar a esta región con un halcón, el halcón del rey apresó un faisán durante la caza, después ambos animales cayeron cerca de las aguas termales y murieron escaldados. El rey Vajtang llegó a estar tan impresionado con las aguas termales que decidió talar el bosque y construir allí una ciudad. El nombre Tbilisi deriva de la antigua palabra georgiana tpili que significa caliente, y por tanto fue dado a la ciudad a causa de las numerosas aguas termales sulfurosas que había.
Estudios arqueológicos han revelado que la zona estaba habitada en el 4000 a. C. Se sabe también que el poblamiento del área fue durante la segunda mitad del siglo V d. C., cuando una fortaleza fue construida durante el reinado de Varaz-Bakur. Hacia finales del siglo IV, la fortaleza cayó en manos de los persas, después la zona cayó en manos del rey de Kartli (Georgia) en la mitad del siglo V. El rey Vajtang es el principal responsable de fundar y construir la ciudad. La zona en la que se construyó la antigua Tiflis corresponde actualmente con los distritos de Meteji y Abanotubani.

### Designación como capital
El rey Dachi I Ujarmeli (comienzos del s.VI) fue el sucesor de Vajtang I Gorgasali y trasladó la capital de Mtsjeta a Tiflis. Es de mencionar que Tiflis no era la capital del territorio unificado de Georgia sino solo del este ya que el territorio de Cólquida no pertenecía al reino. Durante su reinado, Dachi finalizó la construcción de la muralla de la fortaleza y delimitó las nuevas fronteras de la ciudad. A comienzos del siglo VI, Tiflis empezó a notar un periodo de paz debido a la situación favorable y estratégica como cruce de caminos entre Europa y Asia.

### Dominación extranjera
El periodo de paz acabó y la situación estratégica de Tiflis fue objeto de disputa entre varios imperios de la región: Persia, el Imperio bizantino, los árabes y los turcos selyúcidas. El desarrollo cultural de la ciudad era fuertemente dependiente de quien gobernaba la ciudad en aquellos tiempos. Aunque Tiflis, y el este de Georgia en general, era capaz de mantener un grado de autonomía seguro por parte de sus conquistadores, la dominación extranjera comenzó en la última mitad del siglo VI y finalizó bien entrado el siglo X.
Desde el 570 hasta el 580, los persas dominaron Tiflis. En el año 627, Tiflis fue saqueada por los ejércitos bizantino y jázaro. Del 736 al 738, los ejércitos árabes entraron en la ciudad bajo el mando de Marwán II ibn Muhámmad. Después de esto, los árabes establecieron un emirato en Tiflis. Hay que destacar que los árabes trajeron un orden seguro a la región e introdujeron un moderno sistema judicial en Georgia. En 764, Tiflis, que estaba todavía bajo control árabe fue saqueada una vez más por los jázaros. En el año 853 los ejércitos del líder árabe Bugha al-Turki invadieron Tiflis para establecer un califato. La dominación árabe de la ciudad continuó hasta 1050 a causa de los fracasos de los georgianos para expulsarlos. Tiflis fue otra vez saqueada, pero esta vez solo por los selyúcidas en 1068 bajo el sultán Alp Arslan.

### Tiflis como capital del estado georgiano unido
En 1122, después de la feroz lucha que involucró a unos 60 000 georgianos frente unos 300 000 turcos, las tropas del rey David IV de Georgia entraron en Tiflis. Cuando las batallas concluyeron, el rey trasladó su residencia desde Kutaisi, el oeste de Georgia, hasta Tiflis, que fue declarada la capital del reino unido de Georgia. En los siglos XII y XIII, Tiflis llegó a ser una potencia regional dominante con una próspera economía, un comercio muy desarrollado y una sólida estructura social. A finales del siglo XII, Tiflis tenía una población de unos 80 000 habitantes. La ciudad también fue un centro cultural y literario muy importante no solo en Georgia sino en todo el mundo conocido. Durante el reinado de la reina Tamara, Shotá Rustaveli trabajaba en Tiflis mientras escribía su legendario poema épico, El caballero en la piel de pantera. Este periodo es a menudo denominado la Edad de Oro de Georgia o el renacimiento georgiano.

### La dominación mongola y el posterior periodo de inestabilidad
La edad de oro de Tiflis no duró más de un siglo. En 1226, Tiflis fue capturada por el Imperio corasmio y sus defensas fueron devastadas por el ejército mongol. En 1236, Georgia cayó bajo dominio mongol. La nación mantuvo una forma de semi-independencia y no perdió su forma de vida. Pero Tiflis se vio muy influenciada por los mongoles tanto en el ámbito político como en el cultural. Por el año 1320, los mongoles fueron expulsados por la fuerza y Tiflis volvió a ser la capital de Georgia una vez más. En 1366, debido a la peste negra, la ciudad fue arrasada como tantas otras.

Vista de la ciudad hacia comienzos del

Desde finales del siglo XIV hasta finales del siglo XVIII, Tiflis cayó en manos de varios invasores y en varias ocasiones fue quemada por completo. En 1366, la ciudad fue conquistada por Tamerlán. En 1444, fue invadida y destruida por Jahan, el sah de la ciudad persa de Tabriz. Entre 1477 y 1478, la ciudad fue conquistada por Ak Koyunlu de la tribu de Uzun Hassan. En 1522, Tiflis cayó bajo control persa pero fue reconquistada en 1524 por el rey David X de Georgia. Durante este periodo muchas partes de la ciudad fueron reconstruidas. Durante los siglos XVII y XVIII, Tiflis fue, por enésima vez, objeto de rivalidad, esta vez de turcos otomanos y persas. El rey Erekle II de Georgia intentó en varias ocasiones, con éxito, liberar Tiflis de los persas pero al final la ciudad fue quemada hasta los cimientos en 1795 por Agha-Mohammad Khan. Es en esta época cuando, concienciado de que Georgia no puede luchar contra Persia sola, Erekle II solicita la ayuda de Rusia.

### Tiflis bajo control ruso

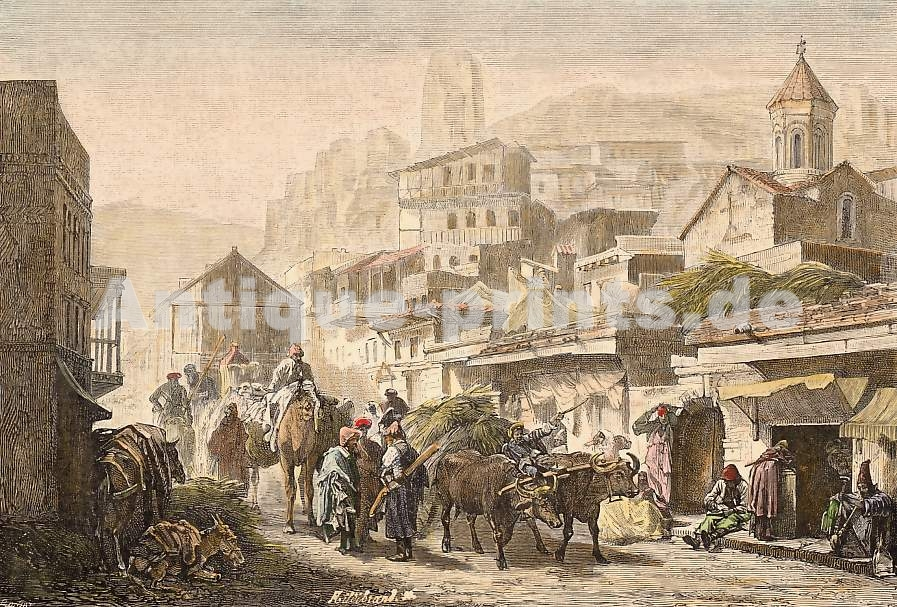
Calle de Tiflis hacia 1881

En 1801, cuando el reino georgiano de Kartli-Kajeti se unió al Imperio ruso, Tiflis se convirtió en la capital de la Gobernación de Georgia. A principios del siglo XIX Tiflis empezó a crecer económica y políticamente. Nuevos edificios de estilo europeo principalmente fueron erigidos en la ciudad. Nuevas carreteras y vías férreas fueron construidas para comunicar Tiflis con otras ciudades de Rusia y de Transcaucasia como Batumi, Poti, Bakú y Ereván. En la década de 1850, Tiflis emergió como centro cultural y comercial una vez más. Iliá Chavchavadze, Akaki Tsereteli, Iakob Goguebashvili, Aleksandr Griboyédov y otros muchos artistas encontraron su casa en Tiflis.

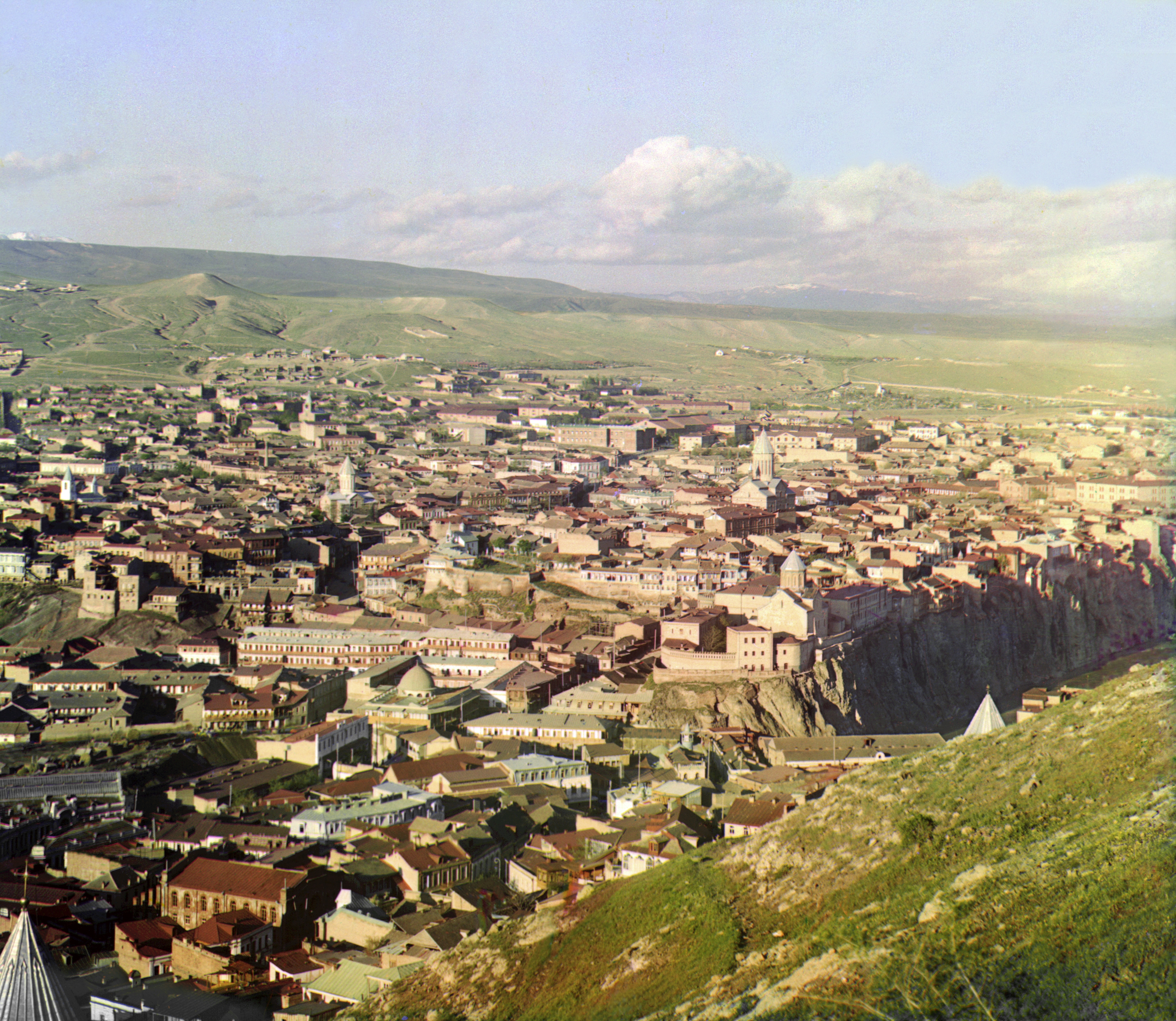
Vista de Tiflis a comienzos del. Fotografía de Serguéi Prokudin-Gorski.

La ciudad fue visitada en numerosas ocasiones por, y fue objeto de especial admiración de, Aleksandr Pushkin, Lev Tolstói, Mijaíl Lérmontov, la familia Románov y otros. La familia Románov estableció su residencia de Transcaucasia en la calle Golovín (actualmente conocida como avenida Rustaveli).
A lo largo del siglo, el papel político, económico y cultural de Tiflis con sus etnias, religiones y culturas diferentes (armenios, georgianos y rusos comprendían el 38,1 %, 26,3 % y el 24,8 % de la población respectivamente) era significativo no solo en Georgia sino en todo el Cáucaso. Desde entonces, Tiflis fue adquiriendo una cara diferente con nuevos monumentos propios de una ciudad de proyección internacional.

### Independencia (1918-1921)

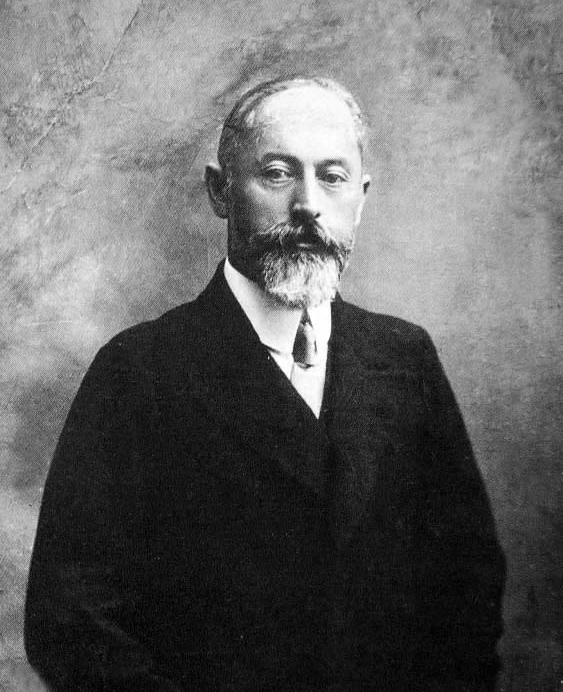
Noe Zhordania, líder menchevique y segundo presidente de gobierno de la República Democrática de Georgia.

Tras la Revolución Rusa de 1917, la ciudad sirvió como el centro del gobierno de Transcaucasia que estableció, en la primavera de 1918, la independiente Federación Transcaucásica con capital en Tiflis. Fue aquí, en el antiguo Palacio real del Cáucaso, donde la independencia de las tres naciones transcaucásicas –Georgia, Armenia y Azerbaiyán– fue declarada del 26 al 28 de mayo de 1918. Desde entonces, Tiflis funcionó como la capital de la República Democrática de Georgia hasta el 25 de febrero de 1921. Desde 1918 hasta 1919, Tiflis fue sede de cuarteles de militares británicos y alemanes.
Bajo el gobierno nacional, Tiflis tuvo la primera ciudad universitaria del Cáucaso, después de que la Universidad Estatal de Tiflis fuera fundada en 1918, un sueño de muchos años de los georgianos, ya que fue prohibido por las autoridades rusas imperiales durante muchas décadas.

### Bajo el poder soviético

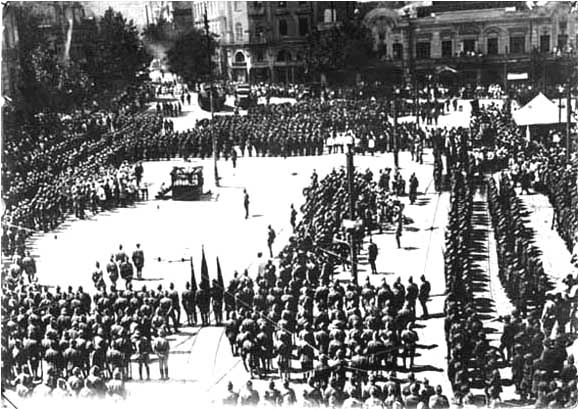
El 25 de febrero de 1921 el Ejército Rojo de la RSFS de Rusia inició la ocupación de Tiflis.

En 1921, la República Democrática de Georgia fue ocupada por las fuerzas soviéticas bolcheviques de Rusia, y hasta 1991 Tiflis funcionó primero como capital de la República Socialista Federativa Soviética de Transcaucasia (que incluía Armenia, Azerbaiyán y Georgia) y después como capital de la República Socialista Soviética de Georgia. Durante la época soviética la población de Tiflis creció considerablemente, la ciudad se industrializó bastante y fue un importante centro político, social y cultural de la Unión Soviética. En 1980, se celebró el primer festival de rock de la URSS.
Tiflis fue testigo de tres manifestaciones antirrusas, en 1956 (en protesta por las políticas antiestalinistas de Jrushchov), en 1978 y en 1989 que acabaron en derramamiento de sangre en la primera y en la última ocasión.

### Tiflis después del fin de la URSS

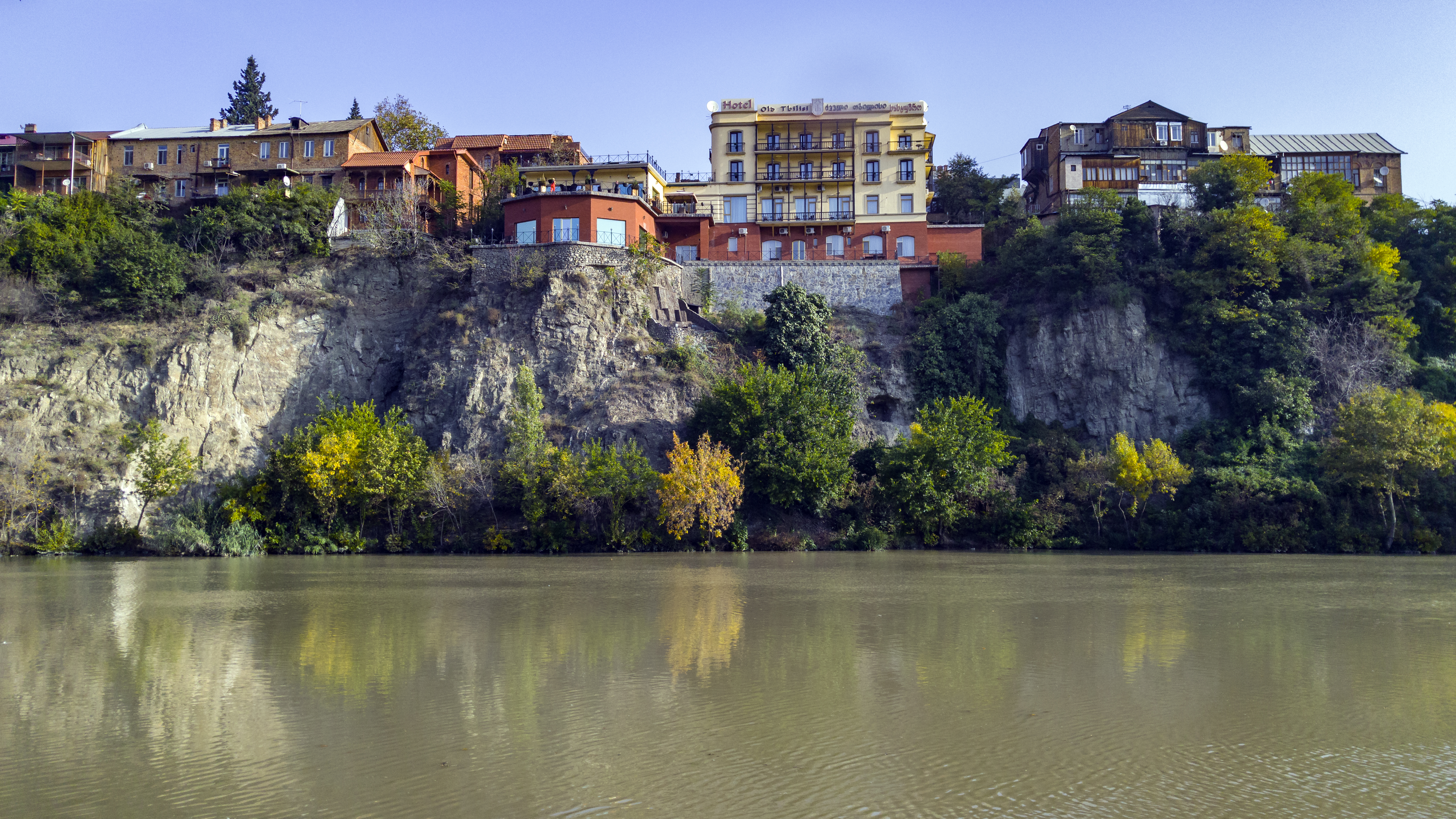
El río Kurá en Tiflis

Tras el colapso de la Unión Soviética, Tiflis ha experimentado períodos de agitación e inestabilidad. Después de una breve guerra civil que duró dos semanas desde diciembre de 1991 hasta enero de 1992 (cuando los simpatizantes de Zviad Gamsajurdia y las fuerzas de la oposición se enfrentaron), Tiflis llegó a ser escena de frecuentes enfrentamientos entre varios clanes de la mafia y empresarios de negocios ilegales. Durante la era Shevardnadze (1993-2003) el crimen y la corrupción alcanzaron niveles muy elevados. Muchos estamentos de la sociedad se empobrecieron debido a la falta de empleo por el colapso de la economía. Los ciudadanos de Tiflis empezaron a estar cada vez más desilusionados por la mala calidad de vida en la ciudad (y en la nación en general). En noviembre de 2003 se produjeron protestas masivas después de las elecciones parlamentarias falsificadas que forzaron a más de 100 000 personas a salir a las calles y que concluyeron con la Revolución de las rosas. Desde 2003, Tiflis ha aumentado considerablemente la estabilidad, disminuyendo el crimen y mejorando la economía.
En agosto de 2008, aviones rusos bombardearon un aeródromo militar ubicado en Tiflis, donde se producían los aviones georgianos Skorpion, sin reportarse víctimas, en el marco de la Guerra en Osetia del Sur. El aeródromo sufrió serios daños.

## Geografía

### Ubicación

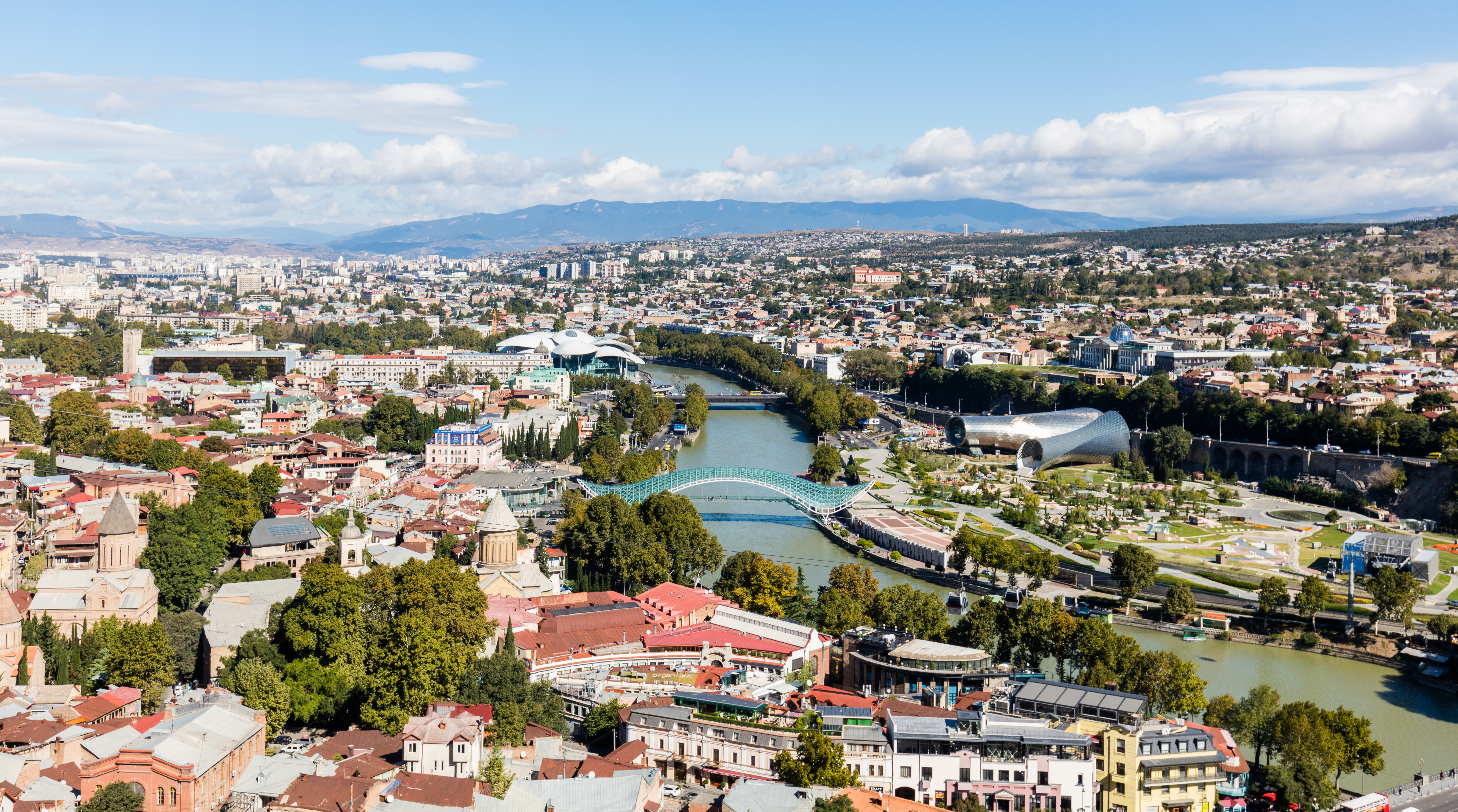
Panorama de Tiflis.

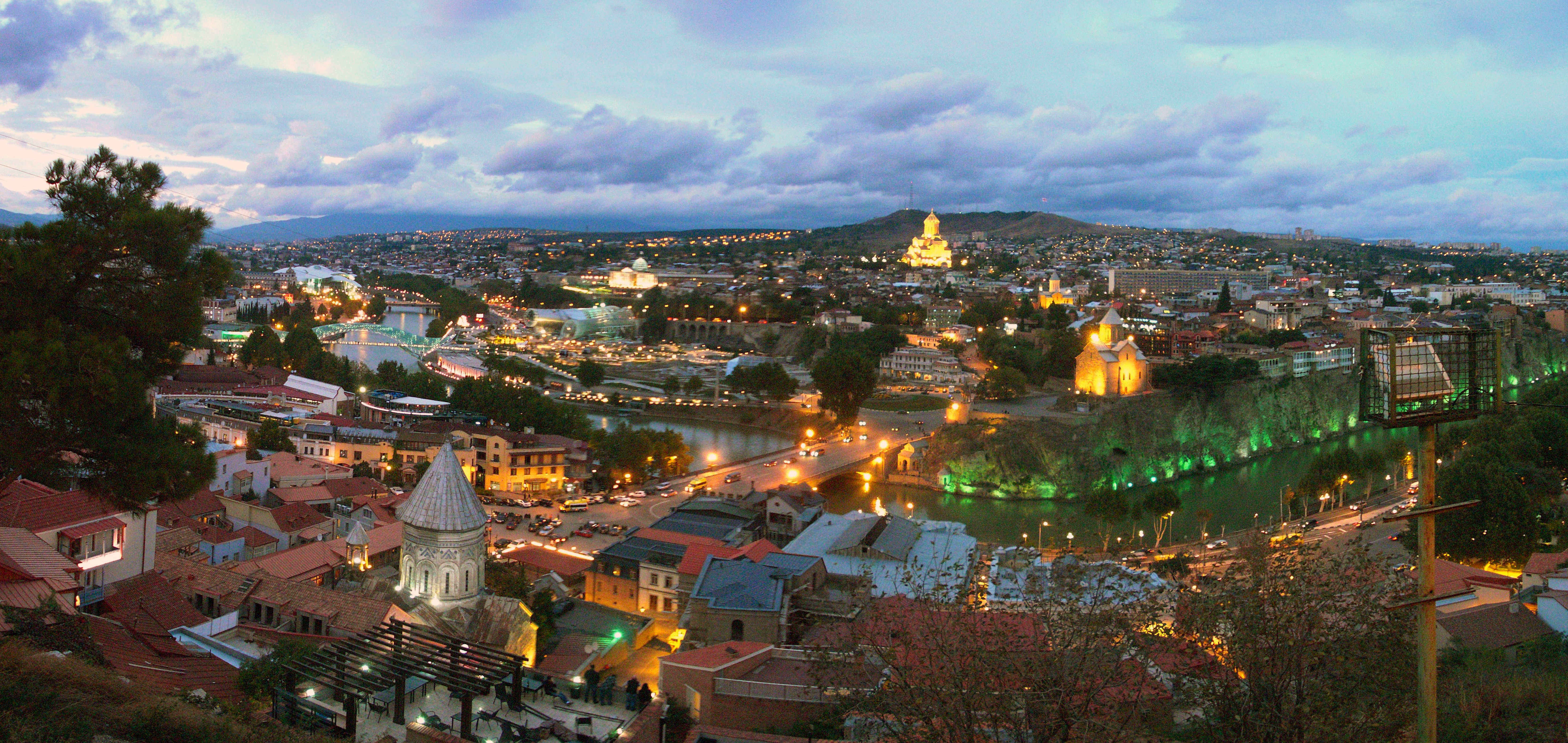
Vista nocturna.

Tiflis se encuentra en el Cáucaso Sur a 41°43′ de latitud norte y 44°47′ de longitud este. La ciudad se encuentra en el este de Georgia en ambas orillas del río Mt'k'vari. La elevación de la ciudad oscila desde 380 hasta 770 metros sobre el nivel del mar y tiene forma de un anfiteatro rodeado de montañas por tres lados. Hacia el norte, Tiflis está delimitada por la cordillera Saguramo, al este y sureste por la llanura de Iori, al sur y al oeste con varias terminaciones (subescalas) de la cordillera Trialeti. El gentilicio sería teflisense o teflitano, de conformidad con el nombre latino de la diócesis que existió en los siglos siglo XV y siglo XVI.
El relieve de Tiflis es complejo. La parte de la ciudad que se encuentra en el margen izquierdo del Mt'k'vari (Kurá) se extiende por más de 30 km del distrito Avchala al río Lochini. La parte de la ciudad que se encuentra en el lado derecho del río Mt'k'vari, por otra parte, se construye a lo largo de las estribaciones de la cordillera de Trialeti, las pendientes en muchos casos descienden hasta llegar a las orillas del río Mt'k'vari. Las montañas, por lo tanto, son un obstáculo importante para el desarrollo urbano en el margen derecho del río Mt'k'vari. Este tipo de entorno geográfico crea zonas muy densamente desarrolladas, mientras que otras partes de la ciudad se quedan sin desarrollar debido al complejo relieve topográfico.
Al norte de la ciudad, hay una gran reserva (comúnmente conocido como el Mar de Tiflis) alimentada por canales de riego.

### Clima

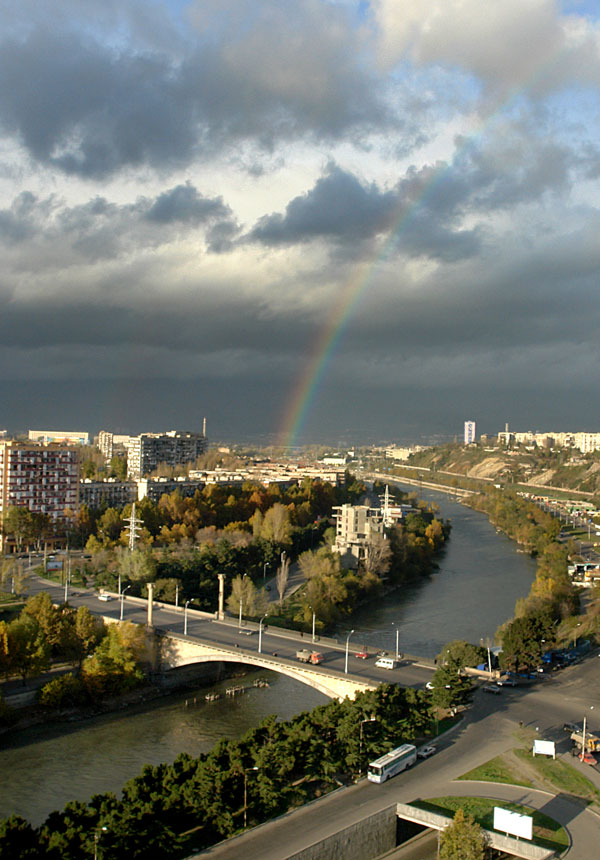
Arcoíris en Tiflis

El clima de Tiflis puede ser clasificado como subtropical húmedo moderado (clasificación climática de Köppen, Cfa). El clima de la ciudad está influido tanto por las masas de aire seco de Asia central y Siberia, hasta las masas subtropicales y húmedas del Atlántico y el mar Negro desde el oeste.
Tiflis tiene inviernos relativamente fríos y veranos calurosos. Debido a que la ciudad está limitada en la mayoría de sus lados por montañas, la proximidad a grandes cuerpos de agua (mares Negro y Caspio) y el hecho de que la mayor gama de montaña del Cáucaso (más al norte) bloquea la intrusión de masas de aire frío procedentes de Rusia, Tiflis tiene una microclima relativamente suave en comparación con otras ciudades que poseen un clima continental similar en las mismas latitudes.
La temperatura media anual es de 12,7 °C. Enero es el mes más frío con una temperatura media de 0,9 °C, mientras que julio es el mes más caluroso, con una temperatura promedio de 24,4 °C. La temperatura mínima absoluta registrada es -23 °C y la máxima absoluta es de 40 °C. La precipitación media anual es de 568 mm y mayo es el mes más lluvioso (90 mm), mientras que enero es el más seco (20 mm). La nieve cae una media de 15-25 días al año. Las montañas que rodean la ciudad a menudo atrapan las nubes dentro y alrededor de la misma, sobre todo durante los meses de primavera y otoño, lo que resulta en lluvias prolongadas y días nublados. Los vientos del noroeste predominan en la mayor parte de Tiflis durante todo el año y los vientos del sureste son comunes también.
| Parámetros climáticos promedio de Tiflis                                                                                         | Parámetros climáticos promedio de Tiflis | Parámetros climáticos promedio de Tiflis | Parámetros climáticos promedio de Tiflis | Parámetros climáticos promedio de Tiflis | Parámetros climáticos promedio de Tiflis | Parámetros climáticos promedio de Tiflis | Parámetros climáticos promedio de Tiflis | Parámetros climáticos promedio de Tiflis | Parámetros climáticos promedio de Tiflis | Parámetros climáticos promedio de Tiflis | Parámetros climáticos promedio de Tiflis | Parámetros climáticos promedio de Tiflis | Parámetros climáticos promedio de Tiflis |
| Mes | Ene.                                     | Feb.                                     | Mar.                                     | Abr.                                     | May.                                     | Jun.                                     | Jul.                                     | Ago.                                     | Sep.                                     | Oct.                                     | Nov.                                     | Dic.                                     | Anual                                    |
| --- | ---------------------------------------- | ---------------------------------------- | ---------------------------------------- | ---------------------------------------- | ---------------------------------------- | ---------------------------------------- | ---------------------------------------- | ---------------------------------------- | ---------------------------------------- | ---------------------------------------- | ---------------------------------------- | ---------------------------------------- | ---------------------------------------- |
| Temp. máx. abs. (°C) | 19.5                                     | 22.4                                     | 28.7                                     | 31.6                                     | 34.9                                     | 38.7                                     | 40.0                                     | 40.3                                     | 37.9                                     | 33.3                                     | 27.2                                     | 22.8                                     | 40.3                                     |
| Temp. máx. media (°C) | 5.9                                      | 7.1                                      | 12.2                                     | 19.3                                     | 23.1                                     | 27.5                                     | 31.0                                     | 30.2                                     | 26.1                                     | 19.4                                     | 12.7                                     | 7.8                                      | 18.6                                     |
| Temp. media (°C) | 1.5                                      | 2.4                                      | 6.8                                      | 13.0                                     | 17.0                                     | 21.1                                     | 24.5                                     | 23.7                                     | 19.8                                     | 13.6                                     | 7.8                                      | 3.4                                      | 12.9                                     |
| Temp. mín. media (°C) | -1.5                                     | -0.8                                     | 3.0                                      | 8.1                                      | 12.1                                     | 16.0                                     | 19.4                                     | 18.6                                     | 15.0                                     | 9.4                                      | 4.5                                      | 0.5                                      | 8.7                                      |
| Temp. mín. abs. (°C) | -24.4                                    | −14.8                                    | −12.8                                    | -3.8                                     | 1.0                                      | 6.3                                      | 9.3                                      | 8.9                                      | 0.8                                      | -6.4                                     | −7.1                                     | −20.5                                    | -24.4                                    |
| Precipitación total (mm) | 20                                       | 29                                       | 31                                       | 51                                       | 84                                       | 84                                       | 41                                       | 43                                       | 35                                       | 41                                       | 35                                       | 23                                       | 517                                      |
| Días de precipitaciones (≥ 1 mm)                                                                                                 | 4.0                                      | 4.6                                      | 5.9                                      | 7.6                                      | 9.7                                      | 8.7                                      | 5.7                                      | 5.7                                      | 5.0                                      | 5.6                                      | 4.4                                      | 4.0                                      | 70.9                                     |
| Horas de sol | 99.2                                     | 104.4                                    | 142.6                                    | 171.0                                    | 213.9                                    | 249.0                                    | 257.3                                    | 248.0                                    | 207.0                                    | 164.3                                    | 102.0                                    | 93.0                                     | 2051.8                                   |
| Fuente: Pogoda.ru.net, Hong Kong Observatory for data of avg. precipitation days and sunshine hours, Weatherbase (extremes only) |                                          |                                          |                                          |                                          |                                          |                                          |                                          |                                          |                                          |                                          |                                          |                                          |                                          |

## Demografía
Tiflis tiene una población de 1 400 000 habitantes. Históricamente ha sido una ciudad multicultural, poblada por más de cien grupos étnicos diferentes. Alrededor del 85 % de la población es étnicamente georgiana, con poblaciones significativas de armenios y rusos. Además de los ya mencionados, también viven en la ciudad azeríes, kurdos, osetios, abjasos, ucranianos, griegos, judíos, estonios, alemanes, entre otros.
El georgiano es la lengua principal de la ciudad, la lengua materna de la inmensa mayoría de la población. Gran parte de la población de Tiflis también habla ruso.

## Administración
El estatus de Tiflis como capital del país queda definido por el artículo 10 de la Constitución de Georgia (1995) y la Ley de la Capital de Georgia – Tiflis (20 de febrero de 1998).
Tiflis se rige por la Asamblea de la ciudad de Tiflis (Sakrebulo) y el Ayuntamiento de la ciudad de Tiflis (Meria). La Asamblea de la ciudad es elegido cada cuatro años. El alcalde es elegido por la Asamblea de la ciudad. El alcalde de Tiflis es David Narmania y el presidente de la Asamblea de la ciudad de Tiflis es Irakli Shijiashvili.
Administrativamente, la ciudad está dividida en raions (distritos), que tienen sus propias unidades de gobierno central y local con jurisdicción sobre un ámbito limitado de asuntos. Esta subdivisión se creó bajo el dominio soviético en la década de 1930, a raíz de la Subdirección General de la Unión Soviética. Desde Georgia recuperó su independencia, el sistema raión fue modificado y reorganizado. De acuerdo con la última revisión, los rayones de Tiflis son:
- Vieja Tiflis (ძველი თბილისი)
- Vake-Saburtalo (ვაკე-საბურთალო)
- Didube-Chugureti (დიდუბე-ჩუღურეთი)
- Gldani-Nadzaladevi (გლდანი-ნაძალადევი)
- Isani-Samgori (ისანი-სამგორი)
- Didgori (დიდგორი)

La mayoría de los rayones se nombran después respectivos barrios históricos de la ciudad. Los ciudadanos de Tiflis ampliamente reconocer un sistema de los más pequeños no formales de los barrios históricos. Estos barrios son varias, sin embargo, lo que constituye una especie de jerarquía, porque la mayoría de ellos han perdido sus límites topográficos distintivos. El nivel natural de primera subdivisión de la ciudad en la margen derecha y la margen izquierda del Mt'k'vari. Los nombres de los barrios más antiguos se remontan a la Edad Media e incluso plantea un gran interés lingüístico. Los nuevos desarrollos construidos en conjunto llevan nombres de comercialización, principalmente residenciales.

## Educación

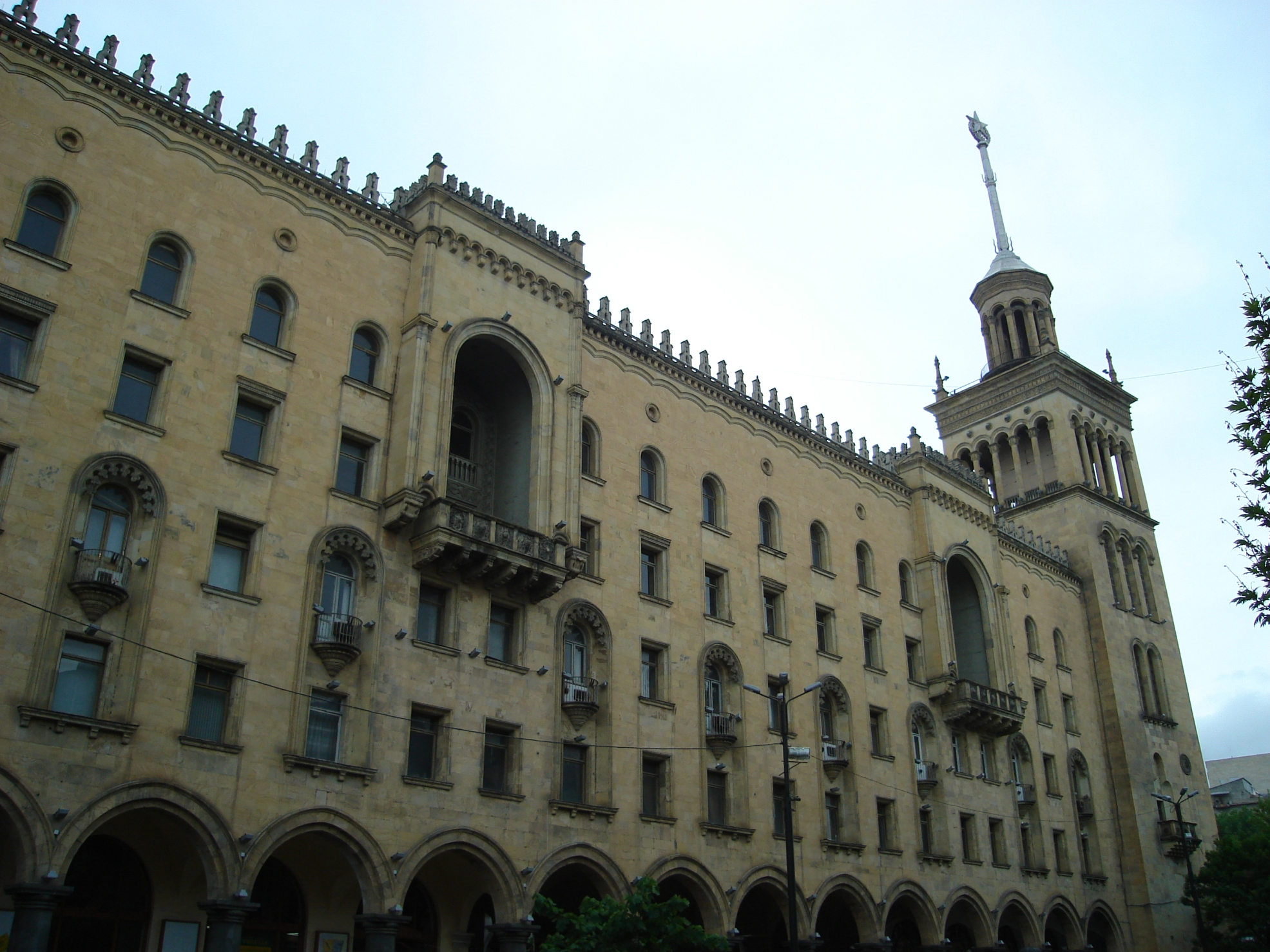
Academia de Ciencia de Georgia.

Tiflis es la sede de varias de las principales instituciones de educación superior de Georgia: de hecho, la mayor universidad de Georgia es la Universidad Estatal de Tiflis, que se fundó el 8 de febrero de 1918. Es, además, la universidad más antigua de toda la región del Cáucaso. Más de 35 000 estudiantes están matriculados en ella y el número de profesores y empleados (colaboradores) es de 5000 aproximadamente. Tiflis es también la sede de la mayor universidad de médicos en la región del Cáucaso, la Universidad Médica Estatal de Tiflis, que se fundó como Instituto Médico de Tiflis en 1918 y se convirtió en la Facultad de Medicina de la Universidad Estatal de Tiflis (TSU) en 1930. El Instituto Médico Estatal de Tiflis fue rebautizado como Universidad de Medicina en 1992. Desde que la universidad funciona como una institución educativa independiente, el TSMU se ha convertido en una de las instituciones estatales más importantes de educación superior en la región del Cáucaso. En la actualidad hay cerca de 5000 estudiantes de pregrado y 203 de postgrado en la universidad, de los cuales el 10 % proceden de países extranjeros.

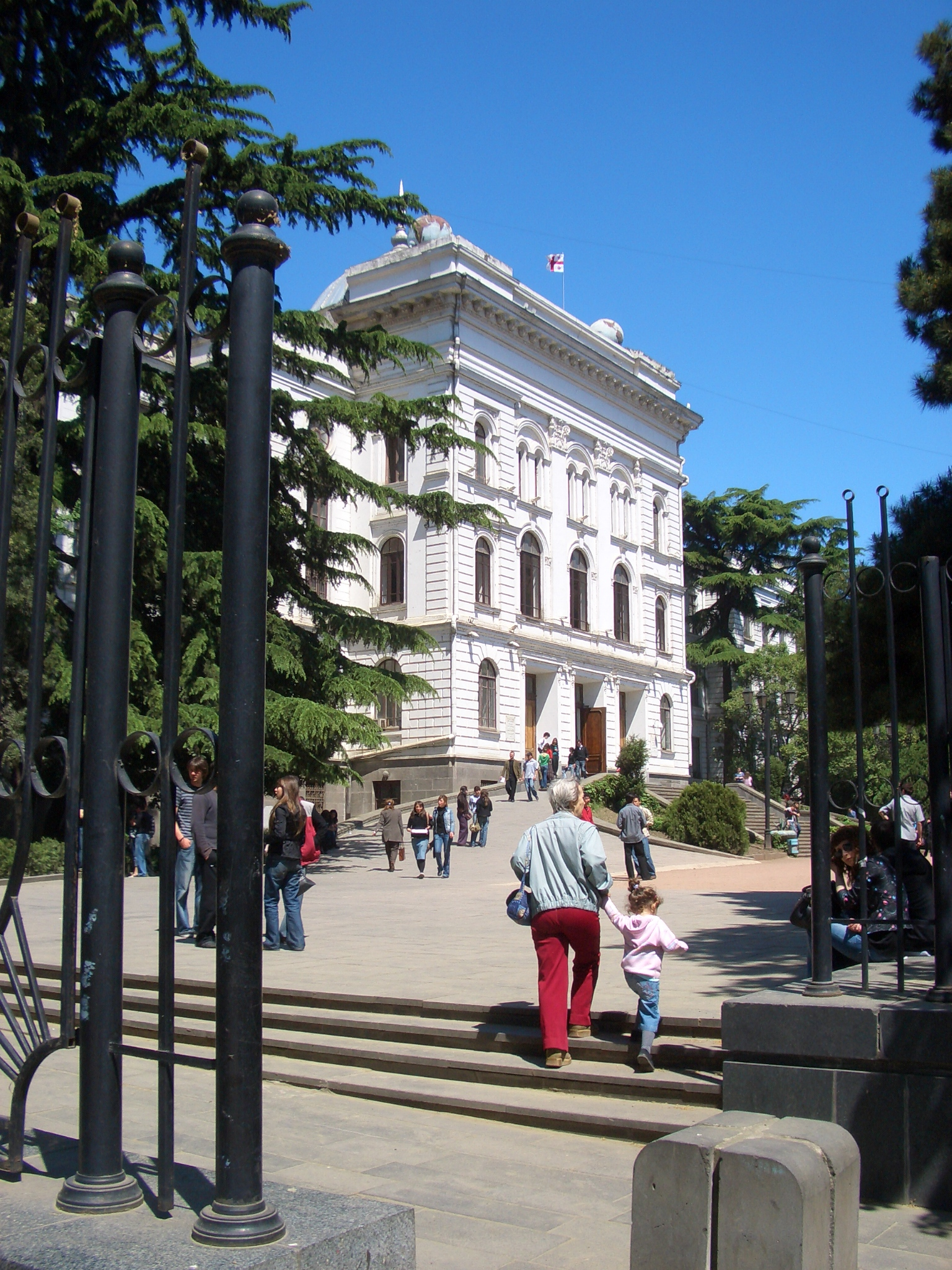
Universidad Estatal de Tiflis.

La principal y más grande universidad técnica de Georgia, la Universidad Técnica de Georgia, se encuentra en Tiflis. La Universidad Técnica de Georgia fue fundada en 1922 como Facultad Politécnica de la Universidad Estatal de Tiflis. La primera conferencia fue leída por el famoso matemático georgiano Andria Razmadze. Alcanzó la categoría de Universidad en 1990. Las dos instituciones privadas más populares de educación superior en Georgia son la Universidad del Cáucaso y la Universidad Libre de Tiflis, ambas en la ciudad. La Universidad del Cáucaso fue fundada en 2004 como una ampliación de la Escuela de Negocios del Cáucaso (CSB), fundada en 1998 por un consorcio formado por la Universidad Estatal de Tiflis de Georgia y la Universidad Técnica en colaboración con la Universidad Estatal de Georgia (Atlanta, Estados Unidos). La Universidad Libre de Tiflis fue fundada en 2007 mediante la fusión de dos escuelas de educación superior: la Escuela Europea de Administración (ESM-Tiflis) y el Instituto de Asia y África de Tiflis (TIAA). Hoy en día, la Universidad Libre comprende tres escuelas —la Escuela de Negocios (ESM), el Instituto de Asia y África y la Escuela de Derecho— e imparte programas académicos a nivel de pregrado, postgrado y doctorado. Además, la Universidad Libre lleva a cabo una amplia gama de cursos de corta duración y dirige varios centros de investigación y programas de escuela de verano.

## Personas notables
| Predecesor: Kuala Lumpur | Capital Mundial del Libro 2021 | Sucesor: Guadalajara |